# 文艺复兴时期的希腊学者
1453年拜占庭帝国灭亡前后，许多拜占庭帝国的希腊学者和移民形成了前往西方的移民潮，这被许多学者视为希腊研究复兴的关键，导致了[[文艺复兴人文主义和科学的发展。这些移民将相对保存完好的己方文明（希腊）的残余和积累的知识带到了西欧，而这些知识大部分在西方中世纪早期并未幸存。《大英百科全书》称：“许多现代学者也同意，由于这一时期，希腊人移居意大利，标志着中世纪的结束和文艺复兴的开始”，不过很少有学者将意大利文艺复兴的开始时间推迟至此。

## 部分学者
- 约翰内斯·阿尔吉罗波洛斯 (c. 1415 – 1487)，佛罗伦萨大学,、罗马
- 贝萨里翁 (1403–1472)，天主教枢机主教
- 赫里索洛拉斯 (c. 1355 – 1415)，前往佛罗伦萨、帕维亚、罗马、威尼斯、米兰
- 格弥斯托士·卜列东 (c. 1355/1360 – 1452/54), 贝萨里翁老师

## 绘画与音乐

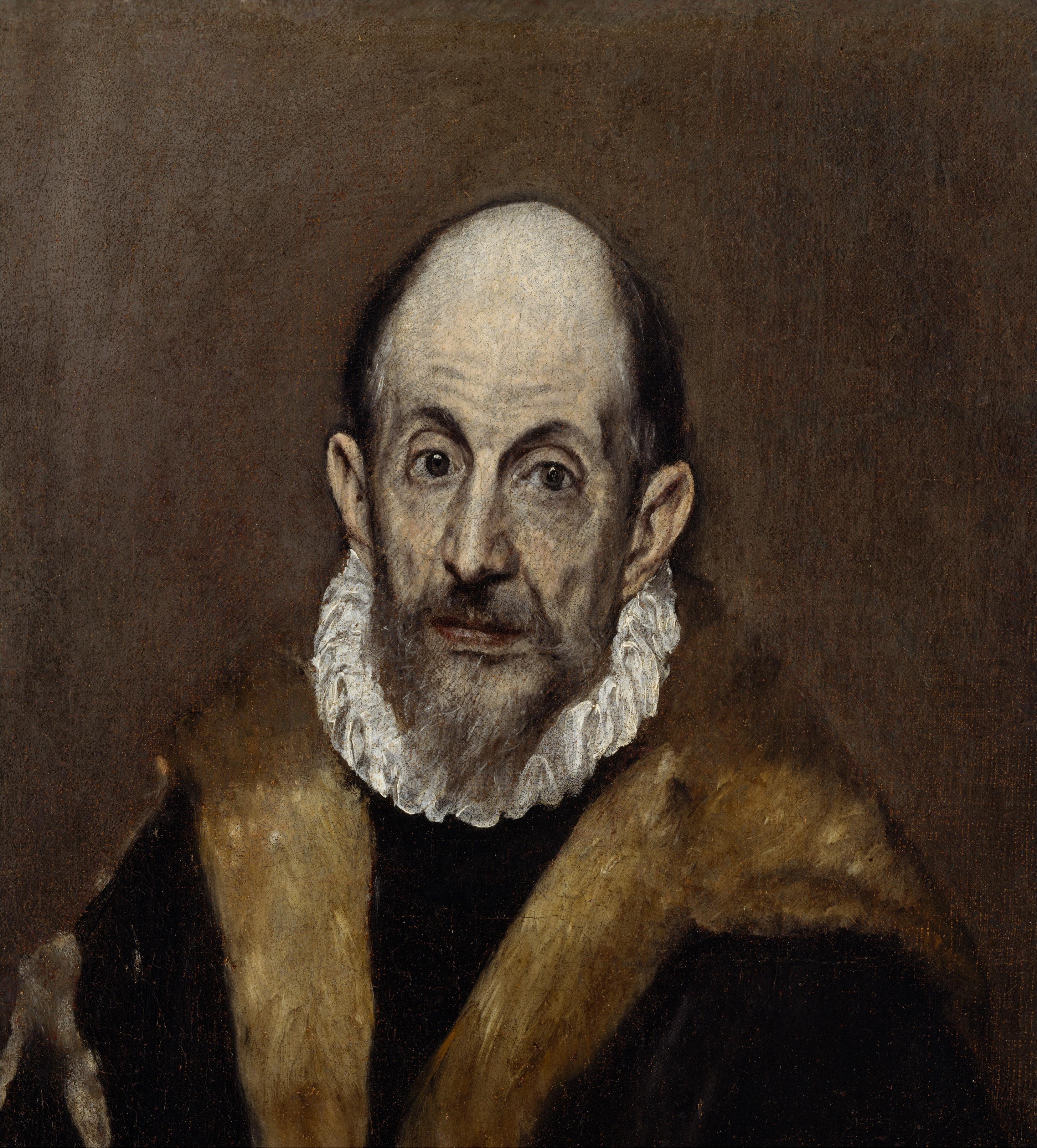
埃尔·格列柯

- 埃尔·格列柯 (1541–1614), 画家，前往意大利和西班牙